# Abogacía General de la Marina de los Estados Unidos
La Abogacía General de la Marina de los Estados Unidos (oficialmente y en inglés: Judge Advocate General's Corps - U.S. Navy; conocido también con las siglas JAG dentro de la marina) es el servicio jurídico de la Marina de Guerra norteamericana. A día de hoy, el cuerpo está compuesto por más de 700 abogados militares; 30 oficiales con cometidos jurídicos; 500 suboficiales y marineros; y 275 civiles en labores administrativas. 
Los edificios centrales del JAG se encuentran en el Washington Navy Yard, una zona de astilleros construidos a principios de siglo XIX en Washington D. C. y reconvertidos posteriormente. 

## Historia
Las raíces de la abogacía en la marina norteamericana se remontan a 1775, cuando el Congreso Continental redactó las Reglas de Conducta que regían el gobierno de las naves de la Armada Continental y sus hombres. Sin embargo, poco después esos barcos fueron vendidos y la armada y el Cuerpo de Marines de los Estados Unidos desmantelados. En julio de 1779 el Congreso ordenó la construcción de nuevas unidades y en 1800 aprobó un código militar para la marina más complejo, tomado del Código Naval Británico de 1749. Pero hasta la guerra civil estadounidense la necesidad de tener abogados y jueces para aplicar dicha legislación fue escasa o nula.
Durante la Guerra Civil, Gideon Welles, Secretario de la Marina, nombró a un asistente para presentar un caso correspondiente a la justicia militar ante el gobierno. Aunque sin poder legal para crear nuevos cargos, Welles nombró al ayudante "Abogado del Departamento de la Armada", convirtiéndose en el primer precedente del JAG.
En 1967, el Congreso decidió integrar el JAG dentro del Departamento de la Armada. La legislación aprobada por Lyndon B. Johnson el 8 de diciembre de 1967 significó que los abogados del JAG serían a partir de entonces oficiales de la marina totalmente integrados en la jerarquía militar.

## Cometidos
La principal misión de la Abogacía General de la Marina es proporcionar servicios jurídicos al Departamento de la Armada. Secundariamente, ofrecen asesoría legal al Jefe de Operaciones Navales (perteneciente al Estado Mayor Conjunto de los Estados Unidos) para que este formule proposiciones e iniciativas al Senado.

## Divisas y distintivos
|  |  |  |

| Captain Capitán de Navío | Commander Capitán de Fragata | Lieutenant Commander Capitán de Corbeta | Lieutenant Teniente de navío | Lieutenant (junior grade) Alférez de Navío | Ensign Alférez de Fragata |
| O-6                      | O-5                          | O-4                                     | O-3                          | O-2                                        | O-1                       |
| ------------------------ | ---------------------------- | --------------------------------------- | ---------------------------- | ------------------------------------------ | ------------------------- |
|                          |                              |                                         |                              |                                            |                           |

El distintivo del Cuerpo de Abogacía General (Cuerpo Jurídico) consiste en dos hojas de roble doradas, encorvadas formando un semicírculo, en el centro del cual hay una pieza de molino en plata; las dos hojas de roble son idénticas y simbolizan la balanza de la justicia. Las hojas de roble también simbolizan la fuerza, en particular la fuerza de los cascos de la antigua Marina americana, que eran de roble. 
En la molienda del grano, esta pieza era usada para mantener las ruedas a una distancia igual para proporcionar consistencia en el proceso del molido. Se encuentra tanto en la Insignia de los Oficiales del Cuerpo como en la Insignia de la Especialidad de suboficiales (Legalman). En la Francia antigua, la muela del molino, era un símbolo de justicia.